# Rallina tricolor
La polluela tricolor (Rallina tricolor) es una especie de ave gruiforme de la familia Rallidae que vive en Australasia.

## Descripción
La polluela tricolor mide alrededor de 25 cm de largo, con una envergadura alar de 40 cm, y pesa alrededor de 200 g. Su cabeza, cuello y pecho son de color castaño rojizo, con tonos más claros en la garganta. El resto de su plumaje es de color pardo grisáceo, con un barrado más claro en las partes inferiores inferiores. La parte inferior de las alas tienen listas blancas y negras. Su pico es verde y sus patas son pardo grisáceas.

## Distribución y hábitat
La polluela tricolor vive en Nueva Guinea e islas circundantes como las islas menores de la Sonda, las Molucas, y las islas Bismarck, en las costas del noreste de Australia. Se encuentra en las selvas y zonas de vegetación densa cercanas a humedales permanentes.

## Comportamiento

### Alimentación
Su dieta consta de anfibios, invertebrados acuáticos, crustáceos y moluscos.

### Reproducción
Esta ave anida en el suelo o cerca de él en zonas de vegetación densa. Su puesta consta de 3 a 5 huevos blanquecinos que incuba durante unos 20 días. Los pollos nacen cubiertos de plumón negro y son nidífugos.